# Джемал Сюрея
Джемалетин Себер (на турски: Cemâlettin Seber) е турски поет, писател и преводач от кюрдски произход. Пише под псевдонима Джемал Сюрея (на турски: Cemal Süreya).

## Биография и творчество
Джемалетин Себер е роден през 1931 г. в Ерзинджан, Турция, в кюрдско и алевитско семейство. Семейството му е депортирано в Биледжик, град в района на Мраморно море след въстанието в Дерсим (Тунджели) през 1938 г. След шест месеца той се премества при леля си в Истанбул, а през 1941 г. се връща в Биледжик, където завършва средно образование през 1947 г. В периода 1947 – 1948 г. живее в безплатен пансион и учи в гимназията „Хайдарпаша“ в Истанбул. В този период пише първите си стихове. Завършва през 1954 г. политология и икономика във Факултета по политически науки на университета в Анкара. В този период публикува първите си стихотворения.
След дипломирането си започва работа като данъчен инспектор към Министерството на финансите в Ескишехир, а през 1955 г. в Истанбул. После служи в армията и дълги години работи като инспектор към Министерството на финансите в Анкара. През 1961 г. една година е ревизор в Париж, където усъвършенства френския си и завършва поемата си „Номадът“. През 1964 г. е назначен за финансов инспектор в Истанбул.
Първата му книга, стихосбирката „Юверджинка“ (Üvercinka), е издадена през 1958 г. Тя получава поетичната награда „Седемте хълма“ (Yeditepe). Напуска работата си на финансов инспектор през 1965 г., за да се съсредоточи върху литературната си дейност на поет и писател под псевдонима Джемал Сюрея. Втората му книга, поемата „Номадът“ (Göçebe) е издадена през 1965 г. и получава награда за поезия от Асоциацията за турски език. За произведенията си „Горещи подкови“ (Sıcak Nal) и „Краят на есента“ (Güz Bitigi) от 1988 г. получава литературната награда за поезия „Бехчет Некатигил“.
Работи като редактор, рецензент, издател на редица литературни списания, главен редактор е на литературното списание „Папирус“. Превежда поезия и проза от френски на турски език, също пише литературна критика, литературни статии и есета. В контекста на съвременната турска поезия Джемал Сюрея е считан за един от основателите и забележителен член на Второто ново поколение турска поезия, абстрактно и постмодерно движение, създадено като реакция срещу по-популярното движение „Гарип“. Любовта, главно чрез своята еротична същност, е популярна тема в творбите му. Стиховете и статиите му са публикувани в списания като Yeditepe, Yazko, Pazar Postası, Yeni Ulus, Oluşum, Türkiye Yazıları, Politika, Aydınlık и Somut.
Във връзка с политическите събития и военния меморандум от 12 март 1971 г. е върнат на държавна служба. През 1975 г. е назначен за управител на печатницата на монетния двор, където работи известно време преди да се върне в Анкара, където става член на Инспекционния съвет. Избран е и за член на Съвета по култура, който избира книгите, които ще бъдат публикувани от Министерството на културата и туризма на Република Турция. Пенсионира се на 2 февруари 1982 г. След пенсионирането си е назначен за член на борда на директорите на Odibank, за да работи за нейното оздравяване.
В личния си живот има четири брака и две деца.
Джемалетин Себер умира от инфаркт на миокарда на 9 януари 1990 г. в Истанбул. След смъртта му, на негово име (като Джемал Сюрея), през 1991 г. е учредена литературна награда за поезия за издавани и неиздадени творби.

## Произведения

### Поезия
- Üvercinka (1958)[5][2][4]
- Göçebe (1965)
- Beni Öp Sonra Doğur Beni (1973)
- Uçurumda Açan (1984)
- Sıcak Nal (1988)
- Güz Bitigi (1988)
- Sevda Sözleri (1990) – пълно издание

### Проза
- Şapkam Dolu Çiçekle (1976)[5][2]
- Günübirlikler (1982)
- Onüç Günün Mektupları (1990)
- Günler (1991)
- 99 Yüz İzdüşümler/Söz Senaryosu (1991)
- Aydınlık Yazıları/Paçal (1992)
- Oluşum'da Cemal Süreya (1992)
- Folklor Şiire Düşman (1992)
- Papirüs'ten Başyazılar (1992)
- Aritmetik İyi Kuşlar Pekiyi (1993)